# Famille d'Oron
Pour les articles homonymes, voir Oron.
Vous lisez un « bon article » labellisé en 2015.
La famille d'Oron est une famille noble éteinte originaire du pays de Vaud et qui apparaît au XIIe siècle.
Les premiers membres de la famille d'Oron apparaissent dans les sources comme représentants de l'abbaye de Saint-Maurice à Oron. La famille a possédé les seigneuries d'Oron, Bossonnens et Attalens, une partie de Vevey et de la seigneurie de Corsier, la vidamie de Montreux, dont la partie ouest est appelée plus tard la seigneurie du Châtelard et brièvement la seigneurie d'Arconciel et une partie de Vuisternens-devant-Romont et de Pont-en-Ogoz. La famille a construit le château d'Oron au XIIe ou au XIIIe siècle. Certains membres de la famille ont fondé des bourgs à Vevey et Girard Ier d'Oron a construit la Cour au Chantre dans cette ville. Plusieurs membres de la famille ont eu des fonctions ecclésiastiques, dont Pierre d'Oron, évêque de Sion entre 1275 et 1287, et un autre Pierre d'Oron, évêque de Lausanne de 1313 à 1323. D'autres membres de la famille ont servi la maison de Savoie en tant que bailli ou châtelain. La famille d'Oron s'est éteinte par les hommes en 1388.

## Origines

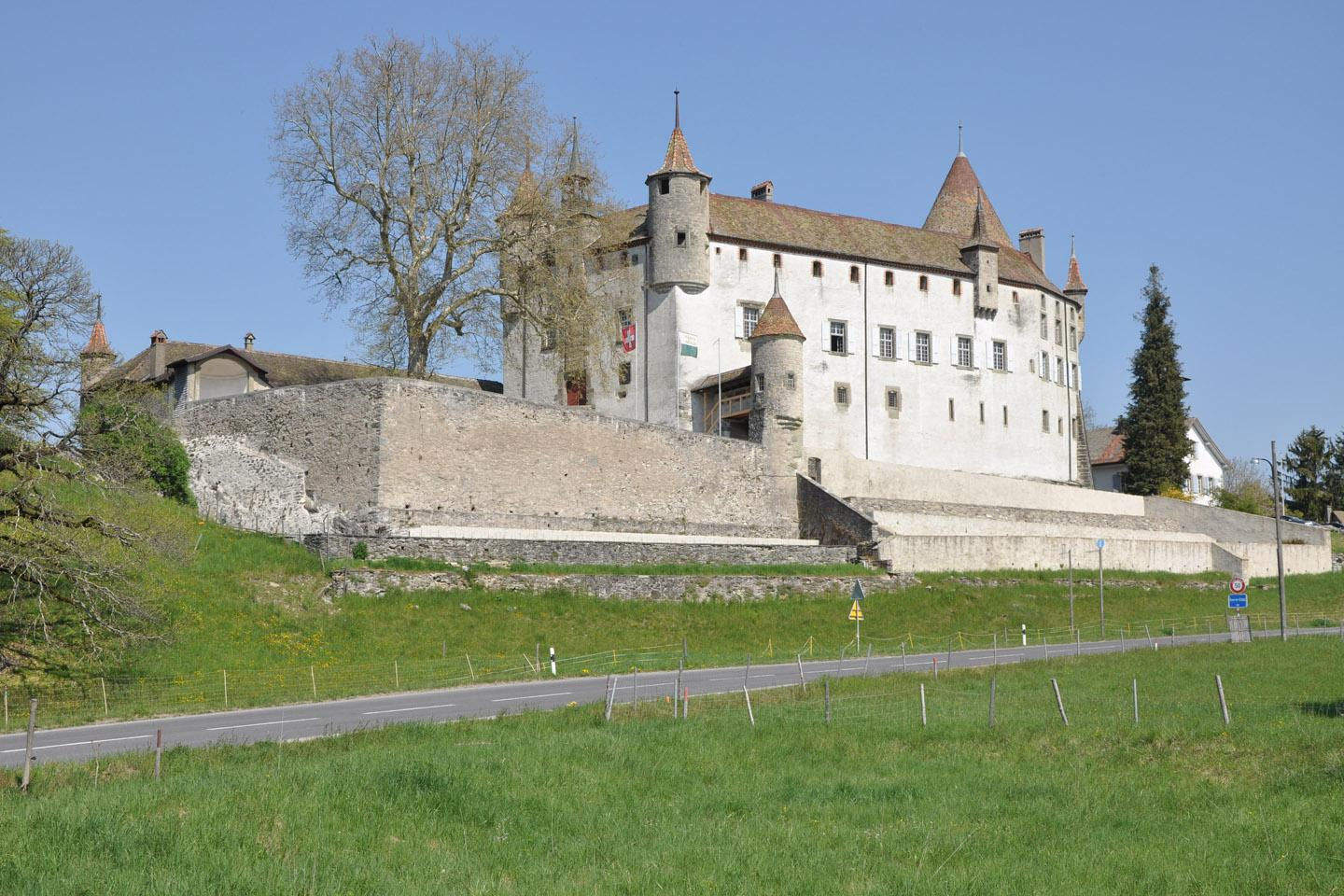
Vue extérieure du château d'Oron.

De nombreux historiens ont tenté de rattacher les Oron à d'autres familles plus prestigieuses. En 1862, Martignier affirme que les familles d'Oron et de Blonay seraient toutes deux issues de la maison de Faucigny, car les premiers membres de ces deux familles sont cités comme avoués de l'abbaye de Saint-Maurice et que « Comme cet office d'avoué ne se donnait qu'à des familles puissantes, il fallait que ces deux avoués appartinssent à une race très distinguée ».
En 1895, Pasche affirme qu'Othon, avoué de l'abbaye de Saint-Maurice au milieu du XIe siècle, est de la maison de Savoie et qu'il aurait eu pour fils Amédée et Vaucher. Amédée lui aurait succédé comme avoué pour la terre de Blonay et Vaucher pour Oron et Attalens et qu'ils auraient pris le nom de ces terres. Selon ses propres termes : « Cette illustre et commune origine des nobles familles de Blonay et d'Oron quoiqu'elle ne soit pas prouvée d'une manières absolue, est néanmoins admise ». En 1895, un auteur, dont l'article reprend les grandes lignes de l'ouvrage de Pasche, affirme qu'ils descendraient peut-être de la maison de Savoie, sans justifier cette hypothèse ni évoquer les Blonay.
Albert de Montet émet deux hypothèses. La première, qu'il considère plus probable, est que l'avoué Othon serait l'ancêtre des familles de Blonay et d'Oron. La deuxième serait que le seigneur d'Oron aurait obtenu la moitié de Vevey en mariant une sœur de Vaucher de Blonay.
La version actuellement reprise le plus souvent par les sources récentes est celle de Reymond. En 1938, il affirme que les Blonay descendent des Faucigny par les femmes et les Oron des Blonay également par les femmes. Il explique la transmission de certains bien de la famille de Blonay à la famille d'Oron par le mariage de Guillaume d'Oron et Emma de Blonay, qui serait la sœur de Vaucher III de Blonay. De plus, il affirme que les Oron figurent parmi les vassaux de Blonay en 1215 dans un acte concernant Hautcrêt ainsi que dans un acte de donation de Belon de Blonay à l'abbaye d'Hauterive.
Liard appuie la version de Reymond. Il considère que l'hypothèse que les Oron soient une branche cadette de la famille de Blonay est « assez fragile et peu fondée ». Il affirme qu'il est « fort probable » que Vaucher de Blonay ait accordé la main de sa sœur Emma à Guillaume d'Oron, ce qui expliquerait que leur fils Rodolphe d'Oron soit par la suite en possession des biens de son défunt oncle.
Andenmatten appuie également la version de Reymond, mais il n'exclut pas que la famille soit issue des Blonay.
Les premiers membres de la famille apparaissent comme représentants des chanoines de l'abbaye de Saint-Maurice d'Agaune au XIIe siècle. Ils portent le titre de vidomnes, ou d'avoués,.
Reymond affirme en 1924 que le premier seigneur d'Oron était l'ancien mayor du lieu et que l'abbaye a eu plusieurs fonctionnaires portant ce nom et le titre de mayor, vidomne ou avoué et qu'elle avait dû leur céder une partie de ses biens. Par la suite, ce même auteur fait une distinction entre la famille d'Oron et les mayors du lieu. En 1932, il dit que les mayors Pierre et Vauthier d'Oron ne sont pas de la famille d'Oron, comme l'avaient affirmé Frédéric de Gingins-La Sarraz et Charles Pasche. Les Oron avaient l'autorité prédominante et portaient le titre d'avoué en 1137, 1152 et probablement 1164, tandis qu'un mayor ou vidomne exerçait l'autorité directe. Castelnuovo indique que la rareté et le manque de précision des documents ne permettent pas de relier avec certitude un certain nombre de personnages dits « d'Oron » aux seigneurs du lieu. Néanmoins, il considère qu'il est probable que les seigneurs d'Oron descendent des vidomnes ou avoués monastiques. Selon Liard, le premier mayor d'Oron cité est Guillaume d'Oron en 1137 et il considère que les représentants des chanoines portant le titre de vidomne ou mayor sont « selon toute probabilité les ancêtres de la famille des sires d'Oron ».

## Histoire
Représentants de l'abbaye de Saint-Maurice d'Agaune, les Oron se sont progressivement attribués la seigneurie d'Oron avant 1215. Guillaume II d'Oron est le premier membre attesté de la famille. Selon Reymond et Liard, il épouse Emma de Blonay qui lui apporte la seigneurie d'Attalens et Bossonnens ainsi que la moitié de Vevey,. Les Oron construisent le château du même nom au XIIe siècle ou au XIIIe siècle. Les Blonay inféodent la moitié de la seigneurie de Corsier à Rodolphe Ier d'Oron, le fils de Guillaume II. La date de cette inféodation n'est pas connue, mais Rodolphe Ier n'est plus cité après 1244. Rodolphe Ier lègue la seigneurie d'Oron, ainsi que la coseigneurie de Vevey à son fils Rodolphe II et la seigneurie d'Attalens et Bossonnens à son fils Amédée Ier, fondateur de la branche cadette des Oron. Amédée agrandit sa seigneurie vers l'est par achat de terres mouvantes de la Savoie. Parmi les autres enfants de Rodolphe Ier, on peut citer Pierre II d'Oron qui est évêque de Sion entre 1275 et 1287 et Girard Ier qui est chantre de l'Église de Lausanne puis doyen de Valère. Girard Ier achète la vidamie de Montreux en 1295.
Avant 1267, Rodolphe III succède à Rodolphe II dans la seigneurie d'Oron. Son fils Girard III (dit l'Anglais) est à son tour seigneur d'Oron. La branche aînée s'éteint avec Girard III vers 1340.
En 1307, Amédée Ier lègue Attalens à son fils Rodolphe et Bossonnens à son fils Wuillerme. Un autre de ses fils, Girard II, suit les traces de son oncle Girard Ier en occupant successivement les mêmes postes que lui. En 1342, il achète la seigneurie d'Arconciel pour son neveu Guillaume qui meurt en 1350.
Rodolphe d'Attalens a deux fils : Jean et François Ier. Tous deux sont seigneurs d'Attalens. À l'extinction de la branche aînée, François d'Oron Ier devient seigneur d'Oron. François II, fils de Jean, est plus tard l'unique seigneur d'Attalens. Il meurt avant son oncle François Ier. Aymon succède à son père Wuillerme dans la seigneurie de Bossonnens. Plus tard, il est également en possession de la seigneurie d'Attalens, car celle-ci a été confisquée à François II d'Oron par le comte de Savoie qui l'inféode à Aymon en 1374. Il meurt sans descendant mâle en 1375 et lègue ces deux seigneuries à ses filles.
François Ier meurt sans enfants en 1388. À sa mort, la seigneurie d'Oron revient aux comtes de Gruyère,,,, famille à laquelle appartenait sa femme.

## Possessions

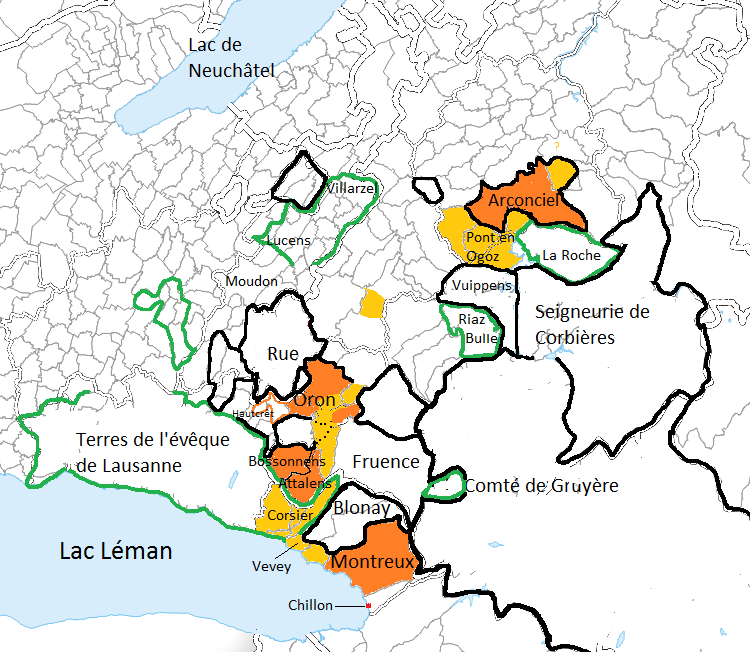
Carte anachronique des possessions de la famille d'Oron (en orange). Les lieux en orange clair sont les lieux dans lesquels la famille n'a qu'une partie des droits seigneuriaux.

### Oron
Les Oron se sont progressivement attribué en propre la seigneurie d'Oron, bien que l'abbaye de Saint-Maurice ait conservé des droits à Oron-la-Ville jusqu'en 1671/1675,. La famille d'Illens avait aussi divers droits sur Oron qu'elle a cédés par échange à l'abbaye en 1317. Ils portent le titre de seigneur d'Oron en 1215,. Leurs droits seigneuriaux sont « plus ou moins usurpés aux dépens de l'abbaye de Saint-Maurice ». Selon Pasche, ils profitèrent probablement de troubles politiques et de l'éloignement de l'abbaye. La seigneurie d'Oron était composée d'Oron-le-Châtel, Besencens, Fiaugères (toutes deux situées dans l'actuelle commune de Saint-Martin), Porsel, Chesalles-sur-Oron et en partie de Saint-Martin,,,,. Les sires d'Oron ont construit le château du même nom, mais les auteurs ne sont pas d'accord sur la date. Il l'aurait construit « au XIIe siècle sur des débris anciens », « vers 1262 », « aux XIIe et XIIIe siècles », « au XIIIe siècle » », ou encore « au XIIIe siècle ou peut-être à la fin du XIIe siècle ». » Morerod qualifie la seigneurie d'importante pour l'évêque de Lausanne car elle séparait ses possessions de Lavaux et celle de la région de Bulle. C'est pourquoi ce dernier a acheté l'hommage lige de Guillaume d'Oron. Le château et la seigneurie d'Oron ne sont mouvants de la maison de Savoie qu'à partir de 1381.
La liste des seigneurs d'Oron est donc la suivante :
- av. 1215-ap. 1244 : Rodolphe Ier d'Oron ;
- ap. 1244-v. 1267 : Rodolphe II d'Oron ;
- 1267-? : Rodolphe III d'Oron ;
- ?-v. 1340 : Girard III d'Oron ;
- v. 1340-1388 : François Ier d'Oron.

### Vevey

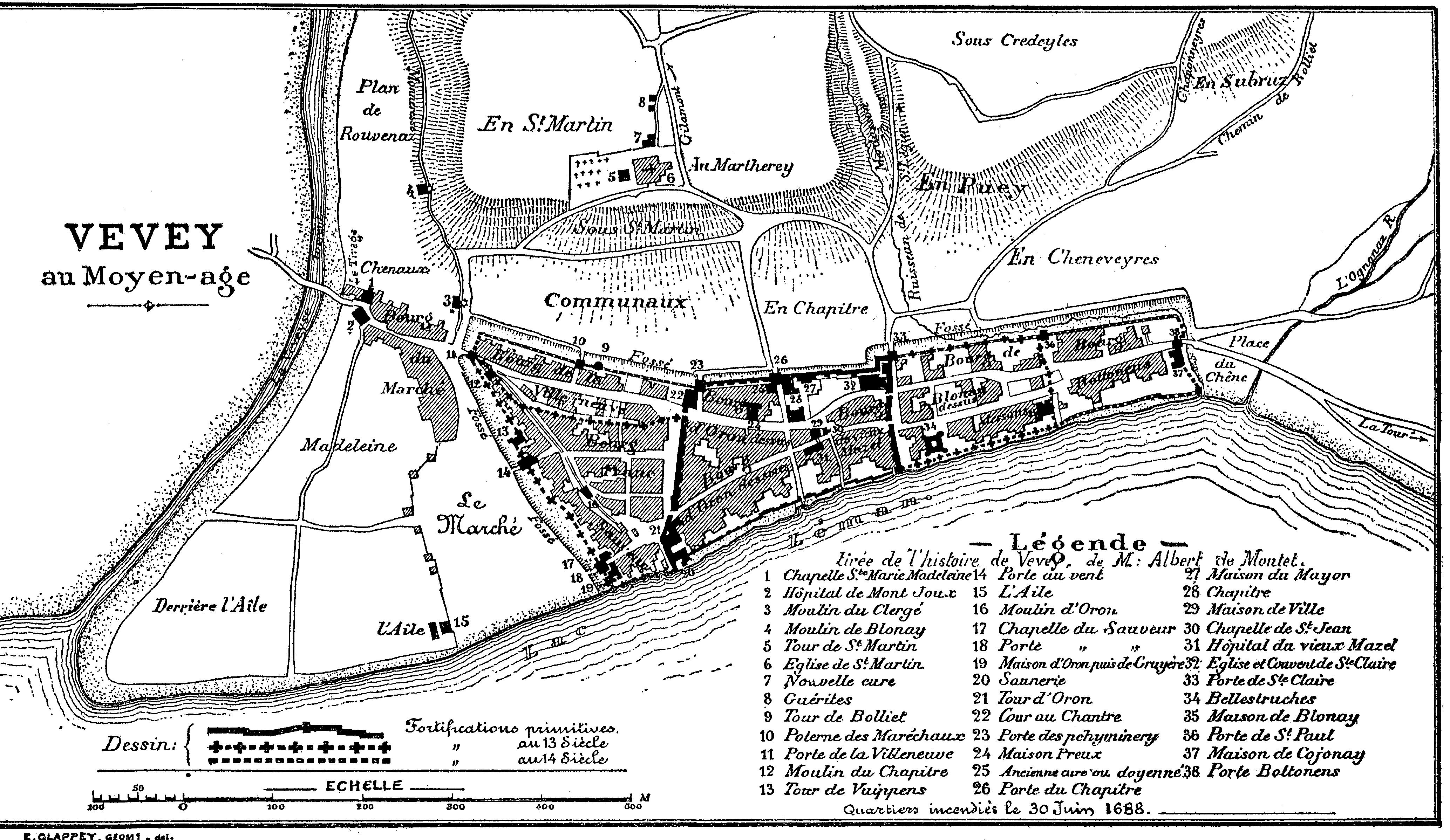
Plan du XIXe siècle illustrant «Vevey au Moyen Âge», sur lequel on voit les bourgs fondés par la famille d'Oron.

La famille d'Oron aurait hérité de ses droits sur Vevey par mariage avec la famille de Blonay. Le premier membre de la famille cité comme coseigneur de Vevey est Rodolphe Ier. À sa mort, la coseigneurie de Vevey reste en indivision entre ses fils Rodolphe II, Pierre et Girard Ier. À la mort de Rodolphe II, sa part revient à ses deux fils Rodolphe III et Pierre III. À la mort de Pierre d'Oron (évêque de Sion), Girard Ier, Pierre III et Girard III (fils de Rodoplphe III) se partagent les biens en indivision.
La famille a fondé à Vevey le bourg d'Oron, le bourg franc (entre 1238 et 1241), le bourg de la Villeneuve (1290), le bourg du marché (avant 1356) ainsi que le bourg du Sauveur (avant 1397),.
Après avoir acquis l'avouerie de Vevey en 1257, Pierre II de Savoie confie la mayorie de cette ville aux seigneurs d'Oron,, charge qui était héréditaire dans la famille,,. La Tour-de-Peilz faisait également partie de la juridiction de la mayorie de Vevey.
Le chantre Girard d'Oron a possédé la Cour au Chantre et c'est de lui que vient le nom. Selon Martignier et Pasche, il est probable que ce soit Girard qui ait initialement construit cette grande demeure,. La famille possédait une autre maison forte à Vevey, qui s'appelait la Cour d'Oron. Cette dernière aurait été inféodée aux Oron par Pierre de Savoie, en même temps que la mayorie dont elle était le siège. En 1313 ou 1314, Girard II d'Oron vend tous les droits de la famille sur Vevey, y compris la mayorie, au comte de Savoie,, à l'exception des biens qui dépendent de la vidamie de Montreux. Selon Albert de Montet, les biens vendus par Girard en 1314 sont : « le vieux-Bourg inférieur avec la moitié du vice-comitat et de la mayorie de Vevey ».

### La Tour-de-Peilz
La famille avait un fief à la Tour-de-Peilz, qu'elle tenait du comte de Savoie.

### Bossonnens et Attalens

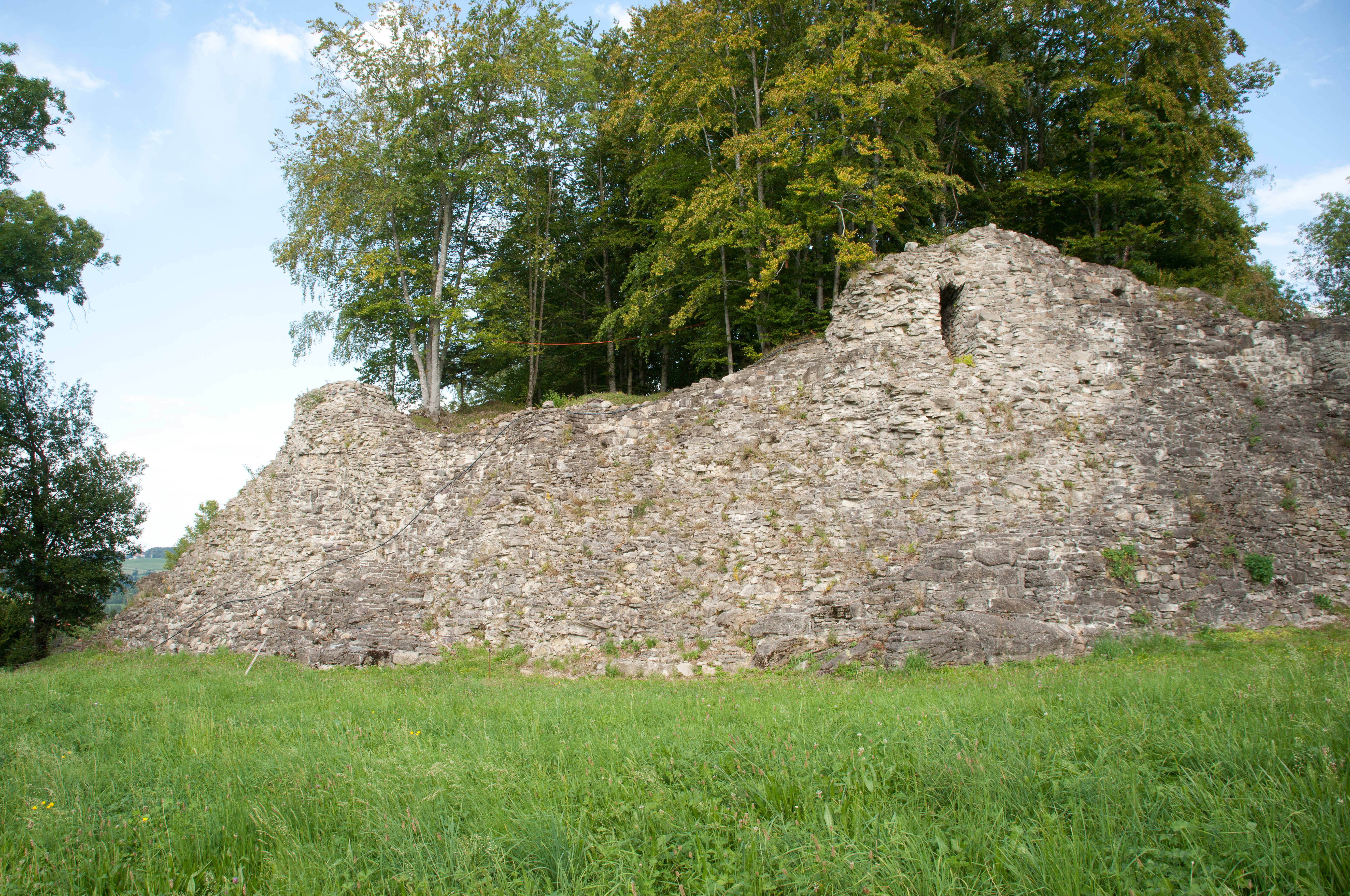
Vue des ruines du château de Bossonnens

La famille d'Oron aurait hérité de ses droits sur Bossonnens et Attalens par mariage avec la famille de Blonay, qui possédait encore Attalens en 1166. Amédée d'Oron-Bossonnens-Attalens agrandit la seigneurie vers l'est en acquérant Vuarat et Tatroz, aujourd'hui sur la commune d'Attalens. Selon les sources, Remaufens aurait également fait partie de ces nouvelles acquisitions ou au contraire aurait dépendu de la seigneurie de Fruence,. Le comte de Savoie était suzerain d'Amédée pour les nouvelles terres, mais pas pour les anciennes. Amédée d'Oron construit un donjon circulaire de type savoyard au point le plus haut du site fortifié de Bossonnens vers 1260,. En 1291, Amédée achète à la famille de Fruence divers cens au territoire de Bossonnens.
La seigneurie est ensuite séparée entre les deux fils d'Amédée : Rodolphe reçoit Attalens et Wuillerme Bossonnens. Granges faisait partie de la seigneurie de Bossonnens. Attalens devient un fief de la Savoie en 1370, tandis que Bossonnens sera un franc-alleu jusqu'en 1513. Aymon II de Bossonnens réunit les deux seigneuries en 1374. Elles sont de nouveau séparées lorsque ses filles Marguerite et Catherine héritent respectivement de Bossonnens et Attalens. Bossonnens est transmis ensuite par héritage aux seigneurs de la Sarraz,.
Se sont succédé, comme seigneurs d'Attalens :
- Rodolphe Ier d'Oron
- ?-1307 : Amédée d'Oron
- 1307-? : Rodolphe d'Oron
- François Ier et Jean d'Oron
- ?-1370 : François II d'Oron
- 1374-1375 : Aymon d'Oron
- 1375-? : Catherine d'Oron ép. de Jean de Blonay

et comme seigneurs de Bossonnens :
- Rodolphe Ier d'Oron
- ?-1307 : Amédée d'Oron
- 1307-? : Wuillerme d'Oron
- ?-1375 : Aymon d'Oron
- 1375-? : Marguerite d'Oron ép. de François de Montferrant-La Sarraz

### Corsier-sur-Vevey
La seigneurie de Corsier était composée des actuelles communes de Corsier-sur-Vevey, Corseaux, Chardonne, Jongny et de la partie de Vevey qui se trouve à l'ouest de la Veveyse. Une partie des droits des Blonay sur la paroisse de Corsier sont inféodés aux seigneurs d'Oron en 1284. Verdan confirme que des droits ont été inféodés à Rodolphe Ier d'Oron, mais sans donner de date. Ces droits sont ensuite transmis aux Gruyère avec la seigneurie d'Oron en 1388. En 1322, la famille de Fruence, appelée de Castello dans l'acte, vend à Rolet d'Oron, seigneur d'Attalens, tous ses droits à Chardonne et Jongny,. En 1340, le seigneur d'Attalens Rodolphe d'Oron a acquis d'autres droits sur la paroisse de Corsier provenant de la famille de Compey, qui avait elle-même acquis ses droits de la famille de Blonay. Ces droits sont ensuite transmis avec la seigneurie d'Attalens,.
Selon Albert de Montet, les possessions des Oron à Corsier comprennent la moitié de la seigneurie, ainsi que l'office de la mayorie sur l'ensemble de la seigneurie. En 1287, après un partage, toutes les possessions de la famille à Corsier deviennent la propriété d'Amédée d'Oron. Dans la seigneurie de Corsier, plusieurs fiefs dépendent des seigneurs d'Oron : le fief des mayors de Lutry, le fief de Curtilles et le fief Mestral d'Aruffens (située dans l'actuelle commune de Romont).

### Montreux

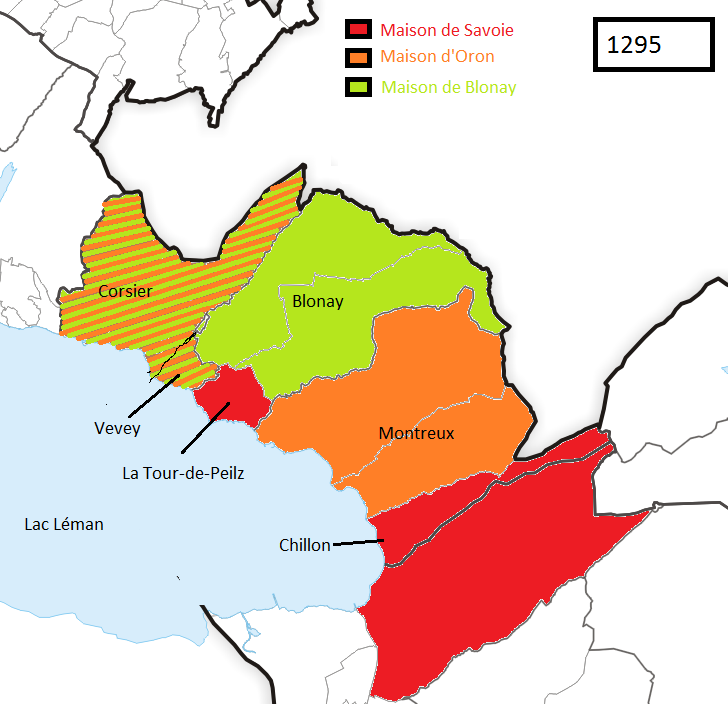
Les seigneurs de la Riviera en 1295.

Girard Ier d'Oron, chantre de l'Église de Lausanne, achète la vidamie (ou vidomnat) de Montreux à l'évêque de Sion, Boniface de Challant, en 1295. Girard meurt en 1310. Son neveu Girard, fils de Pierre, hérite de la vidamie en 1312. Les Oron ont inféodé la mestralie de Montreux et la mayorie de Clarens (deux offices dépendants de la vidamie) à leurs propres vassaux. En 1317, le seigneur d'Oron cède la moitié est de la vidamie à Pierre de Savoie. La partie ouest, qui devient la seigneurie du Châtelard reste en possession de la famille d'Oron jusqu'en 1338, date à laquelle François de La Sarraz, qui avait épousé Marie d'Oron, en devient le seigneur. Dès 1317, les Oron reconnaissent le comte de Savoie comme suzerain du Châtelard à la place de l'évêque de Sion.
Il y eut deux vidames de Montreux :
- 1295-1310 : Girard Ier d'Oron
- 1312-1338 : Girard d'Oron

### La Rougève
En 1300, Amédée d'Oron achète la seigneurie de La Rougève (située dans l'actuelle commune de Semsales) à Jacques de Chastel et sa femme Marguerite de La Rougève.

### Arconciel

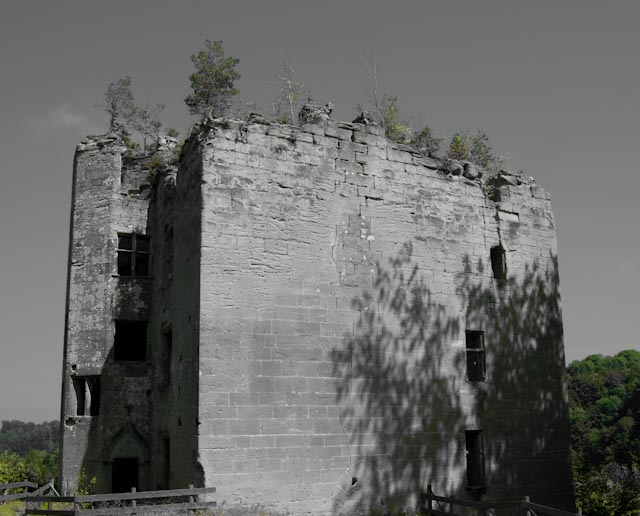
Le château d'Illens faisait partie de la seigneurie d'Arconciel.

Ils auraient également possédé brièvement la seigneurie d'Arconciel de 1342 à 1350. Outre Arconciel, la seigneurie était composée de Farvagny, Sâles, Treyvaux, Ecuvillens, Magnedens et Corpataux. Girard II d'Oron a acheté la seigneurie à Guillaume d'Englisberg pour son neveu Guillaume d'Oron. À sa mort, sa veuve Lucquète de Gruyère et Rodolphe de Langin revendiquent tous deux la seigneurie.

### Vuisternens-devant-Romont
La seigneurie de Vuisternens-devant-Romont fut inféodée partiellement aux sires d'Oron (dès le XIVe siècle s.), puis elle passa aux La Baume (XVe siècle s.). Selon Kuenlin, Rodolphe de Vuisternens a vendu ses droits en 1340 à Aymo et Wilhelm de Bossonnens. Jaquet a vendu ses terres en 1342 à Rodolphe d'Oron.

### Vuisternens-en-Ogoz
En 1347, Jaquet de Vuisternens et sa femme vendent à Rodolphe, seigneur d'Oron et Attalens leurs terres, maisons et possessions à Vuisternens-en-Ogoz.

### Saint-Légier et la Chiésaz
Marguerite d'Oron hérite du quart de la seigneurie de Blonay, soit Saint-Légier et la Chiésaz de son mari Amédée de Blonay. Elle l'échange en 1363 avec le comte de Savoie contre la maison forte de Denens.

### Pont-en-Ogoz
Henri d'Oron, fils d'Amédée, puis son fils Jocerius, sont coseigneurs de Pont-en-Ogoz,.

## Au service de la maison de Savoie

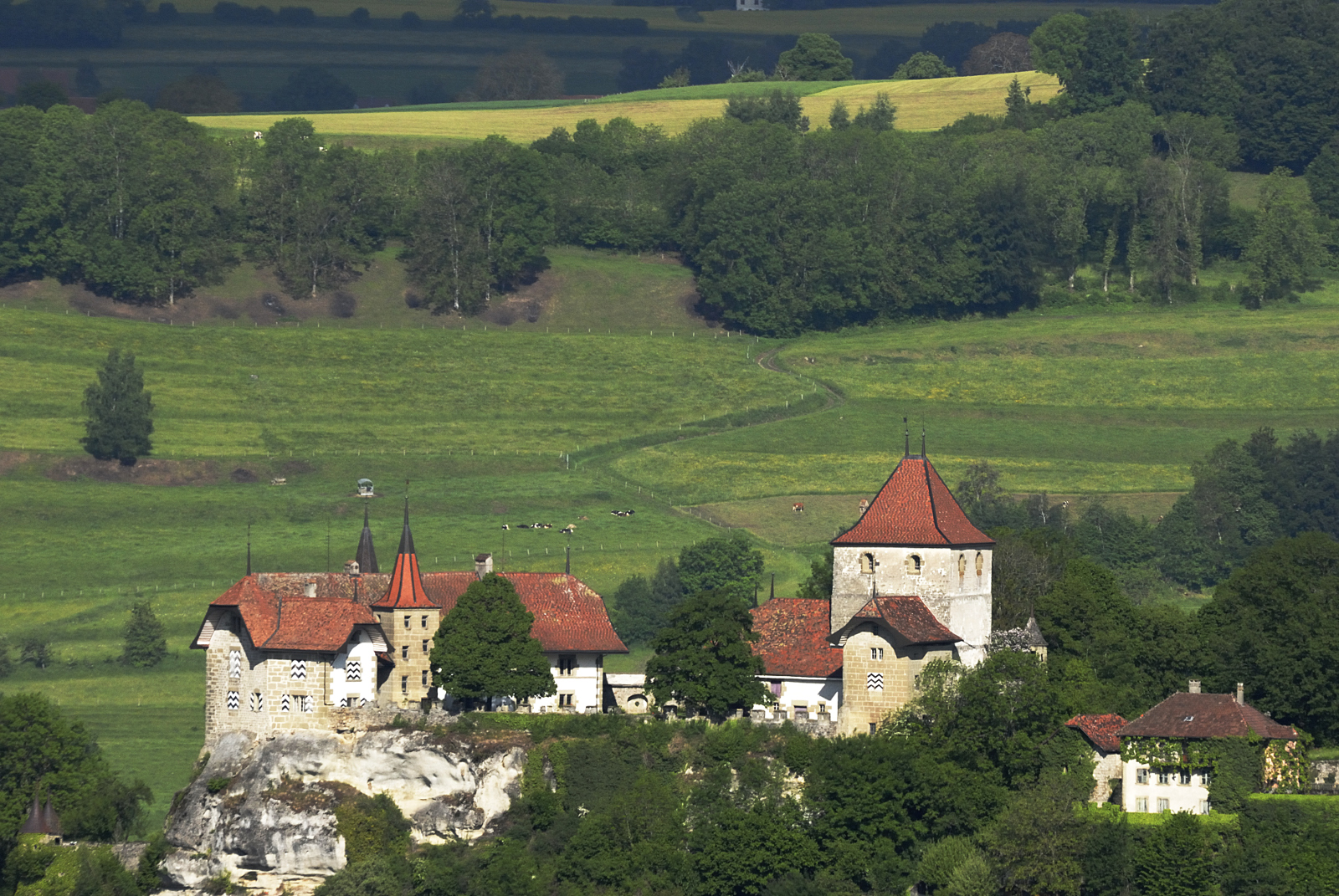
Le château de Rue.

La famille d'Oron a exercé de nombreuses charges au service de la Savoie. Parmi ces charges, on peut citer : châtelain de Rue, châtelain de Romont et bailli de Vaud,.
Guillaume d'Oron est châtelain des Clées en 1323. Rodolphe d'Oron-Attalens est bailli de Vaud entre 1336 et 1338. Rodolphe d'Oron est bailli de Vaud en 1340. Aymon d'Oron-Bossonnens est bailli de Vaud et châtelain de Moudon en 1358. Il occupe également la charge de châtelain de Sion en 1353, de châtelain de Rue entre 1356 et 1358 et de châtelain de La Tour-de-Peilz entre 1360 et 1364. Pierre d'Oron est vidomne de Genève en 1287 et 1288. Girard d'Oron est châtelain de Versoix en 1305.

## Au service de l'Église

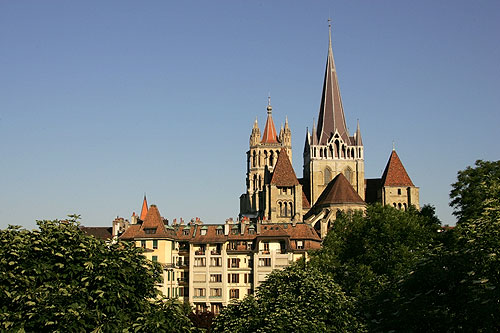
Vue actuelle de la cathédrale de Lausanne.

Plusieurs membres de la famille ont eu des fonctions ecclésiastiques. Pierre fut doyen de Vevey, puis chanoine de la cathédrale de Lausanne et pour finir évêque de Sion entre 1275 et 1287.
Un autre Pierre fut évêque de Lausanne entre 1313 et 1323. En 1312-1313, le chapitre le charge de mater la révolte des bourgeois de Lausanne. Il est ensuite élu au siège épiscopal. Il entre en conflit avec le baron de Vaud Louis II.
Girard Ier et son neveu Girard II furent respectivement chantre de l'Église de Lausanne et doyen de Valère à Sion. Selon Pasche, le frère cadet de Rodolphe Ier fut moine à l'abbaye d'Hauterive et Jean, le second fils de Rodolphe, fut chanoine.

## Suzerains et vassaux
Durant la première moitié du XIIIe siècle, la famille d'Oron est vassale des comtes de Genève, bien que cet hommage soit fait sans reprise en fief de la moindre terre. Guillaume d'Oron aurait prêté hommage à l'évêque de Lausanne Roger de Vico Pisano. En échange de compensations financières, les membres de la famille auraient ensuite prêté hommage à Pierre de Savoie en 1256, mais les seules terres des Oron qui sont des fiefs savoyards sont les nouvelles terres acquises par Amédée d'Oron-Bossonnens-Attalens à l'est de sa seigneurie.
La vidamie de Montreux, achetée en 1295, est mouvante de l'évêque de Sion jusqu'en 1317, date à laquelle Girard reconnaît la suzeraineté du comte de Savoie pour la part restée aux mains des Oron. En 1330, le seigneur d'Oron Girard III reconnaît que la moitié de son château est mouvante de l'abbaye de Saint-Maurice d'Agaune,. Attalens devient un fief de la maison de Savoie en 1370. La seigneurie d'Oron n'est mouvante de la maison de Savoie qu'à partir de 1381,,. Il s'agit de la reprise en fief la plus tardive opérée par un seigneur vaudois de quelque importance en faveur de la Savoie. La famille d'Oron était vassale des avoués de Vevey de la famille de Blonay pour la mayorie de Vevey,.
Les seigneurs de Fruence sont vassaux des seigneurs d'Oron en 1250, notamment pour leur fief situé dans la paroisse de Corsier. En 1306, il prêtent hommage pour des vignes situées à Corsier. Le mayor d'Attalens est vassal de Guillaume II d'Oron.

## Généalogie

### Liste des membres de la famille
- Guilaume II d'Oron, décédé avant 1215[dhs 1]. Selon Pasche, il serait le fils du vidomne cité en 1137[75].
- Rodolphe d'Oron, fils du précédent et d'Emma (probablement de la famille de Blonay). Il est cité comme seigneur d'Oron en 1214, 1215 et 1244. Co-seigneur de Vevey[dhs 16]. Sa femme se prénommait Alice / Alix[dhs 16],[23]. Ses sept enfants sont Béatrice, Guillaume, Jean, Rodolphe, Amédée, Pierre et Girard[6].
- Pierre d'Oron, fils du précédent. Il fut évêque de Sion[dhs 4].
- Rodolphe III d'Oron, seigneur d'Oron à partir de 1267[71].
- Girard III d'Oron. Fils du précédent, il sert les souverains anglais Édouard Ier, II et III[71].
- Pierre d'Oron, évêque de Lausanne entre 1313 et 1323[76],[77],[72]. Il accède au siège épiscopal entre autres grâce à l'influence de son oncle Othon de Grandson[72].
- Girard Ier d'Oron. Vidame de Montreux dès 1295[dhs 13]. Il est mort vers 1210. Son héritier est son neveu Girard[13],[78].
- Girard II d'Oron, neveu de Girard Ier[13]. Il est le créateur de la bibliothèque des dominicains de Lausanne[79].
- Amédée Ier d'Oron, fondateur de la branche cadette, il reçoit Attalens et Bossonnens en apanage[71].
- Rodolphe d'Oron, fils d'Amédée, seigneur d'Attalens[15].
- Wuillerme d'Oron, fils d'Amédée, seigneur de Bossonnens[15].
- Aymon d'Oron, fils de Wuillerme. Il est le premier à cumuler les charges de bailli de Vaud et châtelain de Moudon[80]. Andenmatten le qualifie de « seigneur important[81] ».
- Marguerite d'Oron, dame de Bossonnens et fille d'Aymon.
- Catherine d'Oron, dame d'Attalens et épouse de Jean V de Blonay.
- François d'Oron, seigneur d'Oron. Il épouse Catherine de La Sarraz puis Marie de Gruyère. Il meurt en 1388 sans descendance[19].

### Liens entre les membres
- Guillaume II d'Oron
  - Rodolphe Ier d'Oron
    - Béatrice d'Oron
    - Guillaume III d'Oron
    - Jean Ier d'Oron
    - Rodolphe II d'Oron (Branche aînée)
      - Rodolphe III d'Oron
        - Girard III
          - Marguerite

      - Pierre III d'Oron
        - Amédée II
        - Wuillerme iV
        - Girard IV
          - Marie

        - Pierre IV
        - Isabelle
        - Marguerite

    - Amédée Ier d'Oron (Oron-Bossonnens-Attalens)
      - Girard II d'Oron
      - Rodolphe IV d'Oron (Oron-Attalens)
        - François Ier d'Oron
        - Jean d'Oron
          - François II d'Oron

      - Wuillerme V d'Oron (Oron-Bossonnens)
        - Henriette
        - Aymon II d'Oron
          - Marguerite d'Oron
          - Catherine d'Oron

        - Wuillerme VI

      - Henri Ier d'Oron
        - Jocerius d'Oron

    - Pierre II d'Oron
    - Girard Ier d'Oron

## Armoiries
| Figure | Blasonnement                                    |
| ------ | ----------------------------------------------- |
|        | Famille d'Oron De sable à l'aigle éployée d'or. |

Le sceau de Rodolphe d'Oron (1221) illustré dans « Le château et la seigneurie d'Oron » n'est évidemment pas coloré mais présente une aigle.

#### Ouvrages
- Francis Aerny, L'Évêché de Lausanne (VIe siècle-1536), Cabédita, 1991, p. 49-50, 132
- Bernard Andenmatten, La maison de Savoie et la noblesse vaudoise (XIIIe-XIVe s.), Société d'histoire de la Suisse romande, 2005
- Gustave Bettex, Montreux, Montreux, Fernand Matty, 1913, p. 23-24
- Guido Castelnuovo, Seigneurs et lignages dans le pays de Vaud, Université de Lausanne, Faculté des lettres, Section d'histoire, 1994
- Frédéric de Gingins-La Sarraz, Histoire de la ville de Vevey et de son avouerie, Lausanne, G. Gabriel, 1863
- Marcel Godet, Henri Türler et Victor Attinger, Dictionnaire historique & biographique de la Suisse, vol. 5, Neuchâtel, Imprimerie Paul Attinger, 1930 (lire en ligne)
- Jean-Joseph Hisely, Monuments de l'histoire du comté de Gruyère et d'autres fiefs de la maison souveraine de ce nom, Lausanne, Société d'histoire de la Suisse romande, 1867-1869 (lire en ligne)
- Jean-Joseph Hisely, Cartulaire de l'abbaye de Hautcrêt, Lausanne, Georges Bridel, 1852 (lire en ligne), p. 53-54
- F. Kuenlin, Dictionnaire géographique, statistique et historique du canton de Fribourg, Louis Eggendorfer, 1832 (lire en ligne), Volume 1 : p. 15-18, 37-38, 45-48, 126, 153-154, 272-275, 371 et Volume 2 : p. 115-117, 267-269, 436-439
- Héli Liard et Jean-Claude Decorges, Le Château et la Seigneurie d'Oron, Editions du Griffon, 1990
- David Martignier, Vevey et ses environs dans le moyen âge : esquisses historiques, critiques et généalogies, précédées de deux lettres à l'éditeur du Bailliage de Chillon en 1660, Lausanne, Martignier et Chavannes, 1862 (BNF 30893235, lire en ligne)
- David Martignier et Aymon de Crousaz, Dictionnaire historique, géographique et statistique de canton de Vaud, Imprimerie L. Corbaz et compagnie, 1867 (lire en ligne)
- Albert de Montet, Histoire de la ville de la Tour-de-Peilz, Vevey, 1977, p. 45-46, 61-62 et 236
- Albert de Montet, Vevey à travers les siècles, Vevey, Imprimerie Saüberlin & Pfeifer S.A., 1978
- Albert de Montet, « Corsier », dans Eugène Mottaz, Dictionnaire historique géographique et statistique du Canton de Vaud, Genève, Slatkine, 1982 (ISBN 2-05-100459-5)
- Jean-Daniel Morerod, Genèse d'une principauté épiscopale, 2000
- Eric Muller, Puidoux au cœur de Lavaux : Chronique d'une commune vaudoise, 1982, p. 57-58
- Charles Pasche, La contrée d'Oron : Soit le district de ce nom dans les temps anciens, au moyen âge et sous la domination bernoise, essai historique, Cabédita, 1988 (1re éd. 1895) (BNF 31063507)
- Brigitte Pradervand, Magali Koenig et André Locher, Le château d'Oron, histoire de sa construction et de ses restaurations (XIIIe – XXIe siècle), Association pour la conservation du château d'Oron, 2009
- Sven Stelling-Michaud et Suzanne Stelling-Michaud, Les juristes suisses à Bologne : 1255 - 1330, Librairie Droz, 1960 (lire en ligne), p. 131-134
- Jean-Paul Verdan, Chardonne en effeuillant l'histoire, Cabédita, 1997 (ISBN 2-88295-195-7)
- Auguste Verdeil et Eusèbe-Henri-Alban Gaullieur, Histoire du canton de Vaud, Volume 1, D. Martignier, 1849 (lire en ligne), p. 151, 155-156 et 163

#### Articles
- Auguste Burnand, « Vaudois en Angleterre au XIIIe siècle, avec Othon Ier de Grandson : (d'après M.C.-L.Kingsford) », Revue historique vaudoise,‎ 1911 (lire en ligne)
- Maxime Reymond, « Les avoués de Saint-Maurice aux XIme et XIIme siècles », Revue historique vaudoise,‎ 1924 (lire en ligne)
- Maxime Reymond, « Oron et l'abbaye de Saint-Maurice », Revue historique vaudoise,‎ 1932 (lire en ligne)
- Maxime Reymond, « L'origine des maisons de Blonay et d'Oron », Revue historique vaudoise,‎ 1938 (lire en ligne)
- auteur inconnu, « La contrée d'Oron », Revue historique vaudoise,‎ 1895 (lire en ligne)
- Charles Pasche, « Les ruines du château de Bossonnens », Revue historique vaudoise,‎ 1895 (lire en ligne)